# Oxyepoecus vezenyii
Oxyepoecus vezenyii är en myrart som först beskrevs av Auguste-Henri Forel 1907.  Oxyepoecus vezenyii ingår i släktet Oxyepoecus och familjen myror. Inga underarter finns listade i Catalogue of Life.

## Bildgalleri

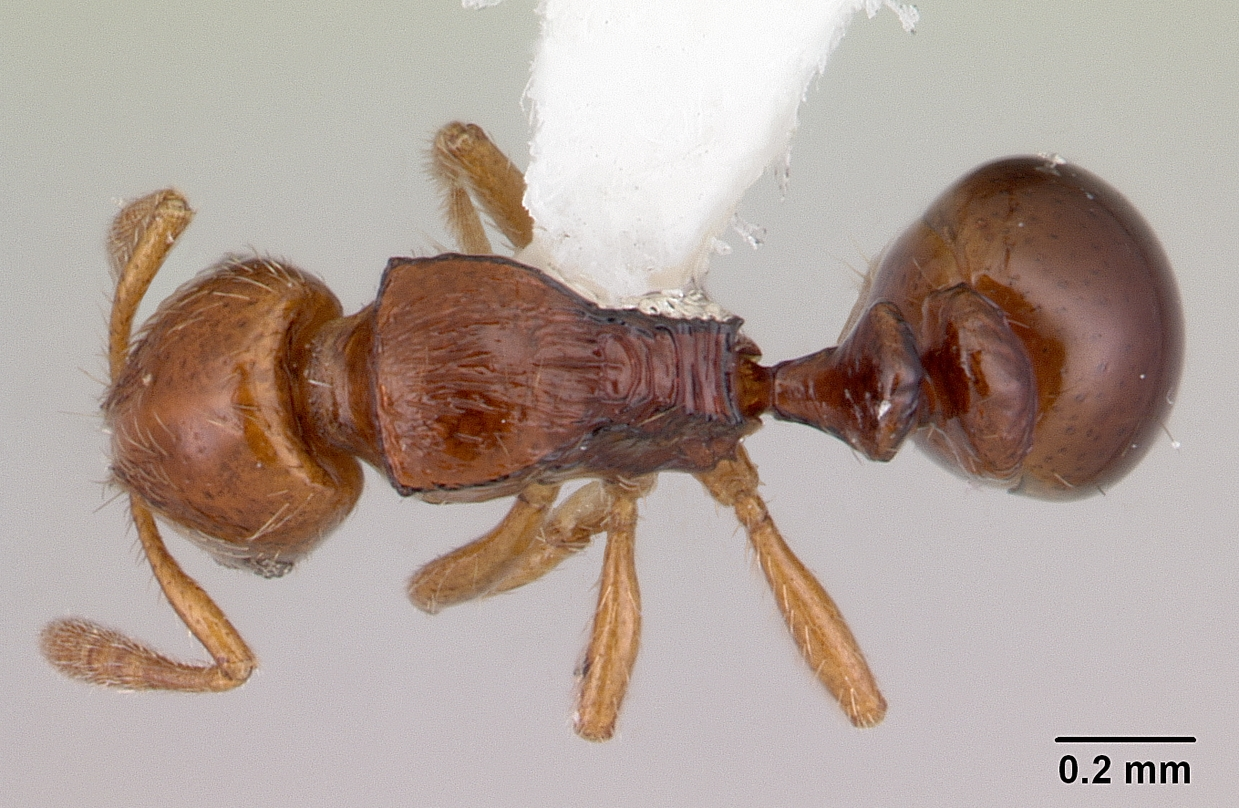
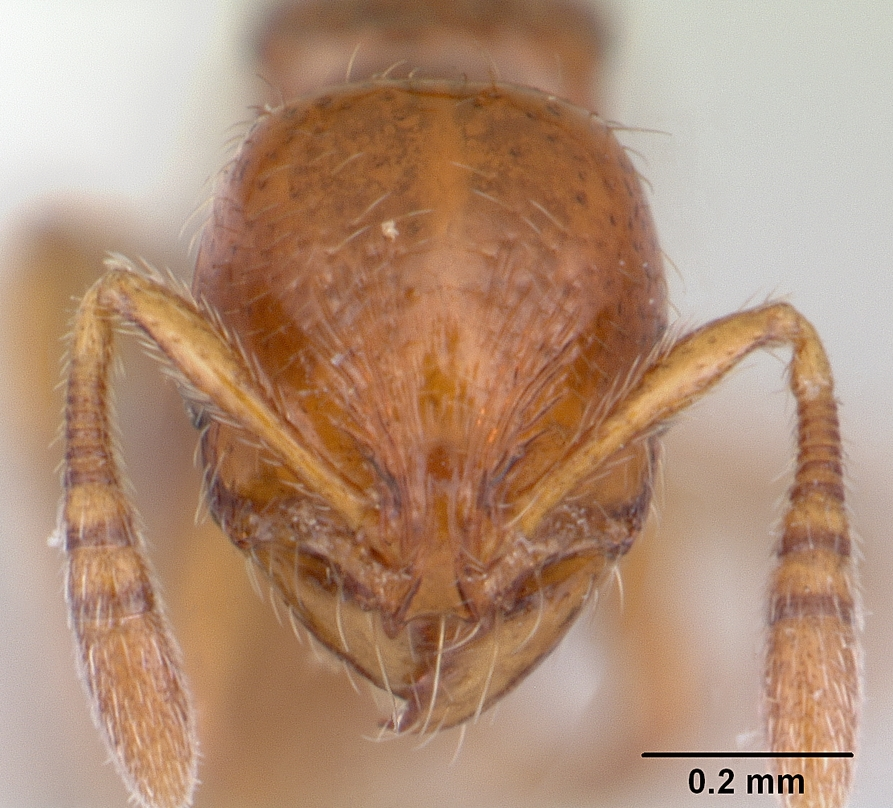
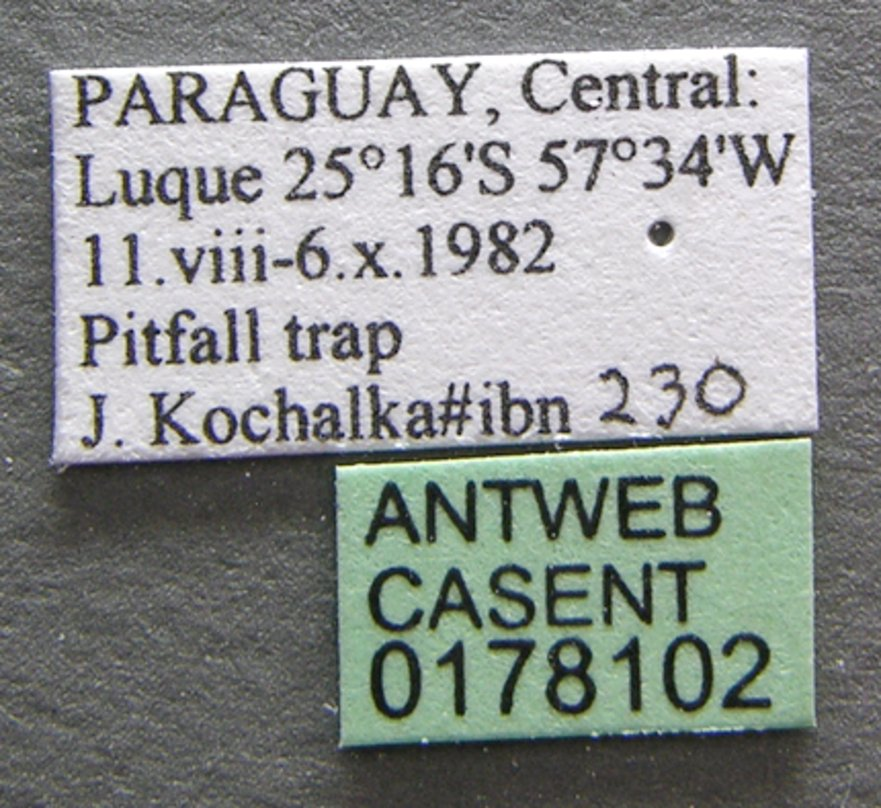
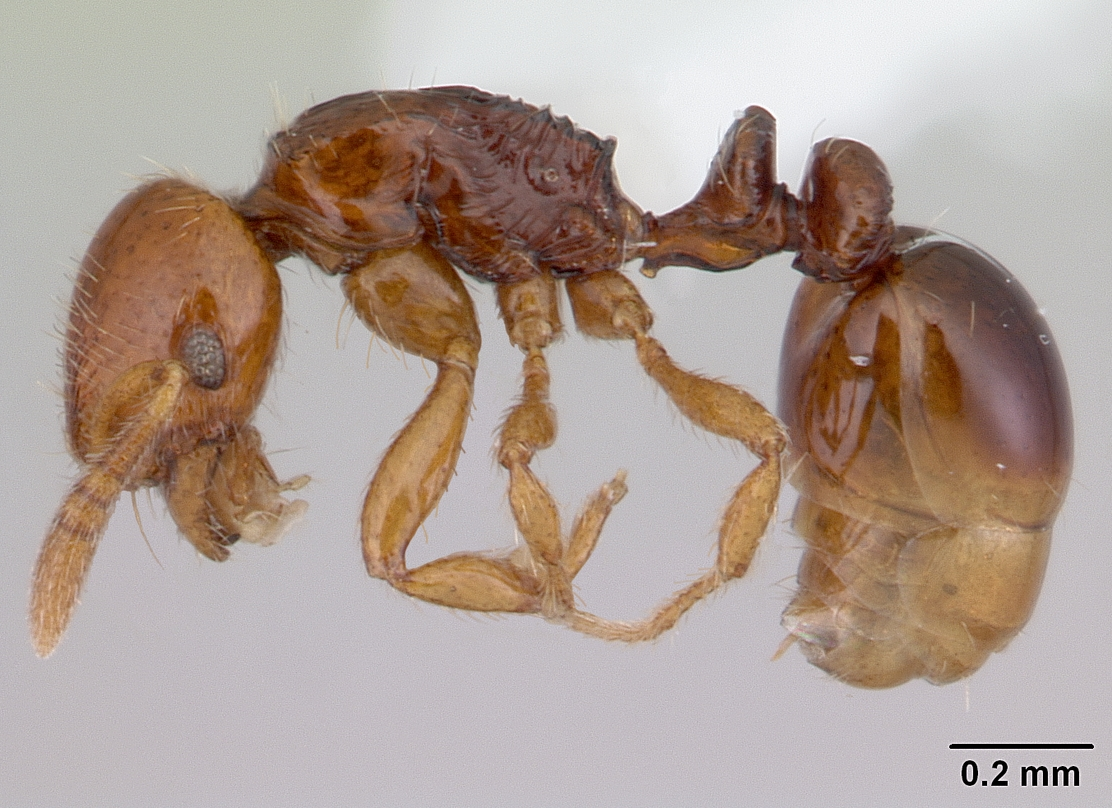